# ジャガー (ローカルタレント)
ジャガー（JAGUAR）、1944年 - ）は、日本のロックミュージシャン、ローカルタレント、実業家。東京都足立区・北千住生まれ、千葉県袖ケ浦市長浦育ち。その後、同県市川市八幡に在住していた。

## 人物
地球では仮の姿として、1944年、東京都足立区北千住に生まれる。24歳のときにアルバイトで貯めた資金を元手にクリーニング取次店を千葉県市川市本八幡で始める。客からクリーニングのついでに洋服直しの依頼が殺到し、それに対応していくうちに、クリーニング店をやめ、洋服直しを本業とするようになった。

### キャラクター設定
あくまでも物体であり、石っころの様な存在。「ジャガー星物」であって「ジャガー星人」ではないとしている。千葉県にある鋸山の洞窟スタジオに宇宙船ジャガー号を隠してある。
愛車は白いコルベット。得意技はロンドンキック。ファンは「ジャガー」と呼び捨てにしてはならず、「ジャガーさん」と呼ばなければならない。「本籍=JAGUAR星、住所=JAGUAR国JAGUAR県JAGUAR市JAGUAR町1丁目1番地」。「JAGUARは男でも女でもありません!」。「JAGUARは、ゆるキャラではありませんっ!」。「JAGUAR星の同級生はみうらじゅんさんであります」。

#### JAGUAR号
ジャガーの宇宙船。しばしば道路渋滞に巻き込まれる。ジャガー「（道は混んでいなかったですか?）大丈夫でした、空から飛んできたんで（笑）。ただ、銀座に着いてから近辺でちょっと渋滞しました」。

#### JAGUAR城
ジャガーの「ガラスのお城」。「熱いぜ、JAGUAR城!47度越え」。ジャガー「［JAGUAR城］は、チョ～暑いのジャガ!!昨日は、室内、47度を記録したのジャァ～～!!天井などは無くて屋根は透明ガラスのみ、なのでア～～ル!!」（2016年7月7日）。

### 経歴
1980年代初頭から、地元のチバテレビで自前コンサートの告知CMを散発的に打っていた。
1985年からそのチバテレビをキー局に、テレビ神奈川、テレビ埼玉でも放送枠を買い取り、自ら制作・主演する5分間のプロモーション番組『ハロー・ジャガー』を毎週放映する。カブキロックスなどがゲスト出演したこともある。番組の初期には、金髪で鋲打ちの衣装とリストバンドというヘヴィメタル風の格好ではあったものの、まだメイクはほぼ素顔であった。
1986年頃になると、ほぼ今と変わらない落書きのようなメイクを施し（本人によるとメイクではなく皮膚）、悪魔（デーモン閣下）を倒しに「ジャガー星」からやってきた正義の味方を自称するようになった。翌1987年には、テレビ朝日の子供向けバラエティ番組『パオパオチャンネル』に自分のコーナー「だまってジャガーについてこい!」「出前ジャガー」「正義の味方ジャガー参上!!」を持ったり、雑誌『コンプティーク』でコラム「ジャガーじゃが」を連載したりとマルチタレント振りを発揮した。
レコードの録音には、長渕剛の作品に参加したり、六三四Musashiに在籍していたスタジオ・ミュージシャン、川嶋一久（ベース）や松浦金時（ドラム）を起用していた。川嶋一久は『JAGUAR FIRST』から『FANTASY』までほぼ全ての作品に参加している。ギタリストの法田勇虫や、コーラスとして佐々木真理を起用したこともある。
『FANTASY』（1993年）発表後は、当時のスタッフによる横領事件や、「仮の姿」としての会社経営の多忙さにより音楽活動を休止。ジャガーは当時のことをインタビューで、「うちが所属していたレコード会社もおかしくなっちゃって、その時にバンドも全部辞めちゃったんですよ。その後ブランクがあったんです」、「やんなっちゃったんだよね、あん時。レコード会社からCDを出したけどギャラもくれなかった。そういうこともあって、イヤになっちゃったの。テレビ番組の視聴率もパッとしなかったし、ライブにもお客さんがあんまり来ないし……。」と語っていた。
活動休止後は10年余り沙汰止みになっていたが、2004年にチバテレビの地域振興キャンペーンとのタイアップで突如復活。本人によると「タイムマシンで旅行をしていたが、ダイヤル操作を誤り未来（2000年代後半）に着いてしまった」としている。
2012年、Ustreamやニコニコ動画で『ハロー・ジャガー』のテスト放送を開始。2014年秋からはレギュラー放送をしていた火曜日の19時に加えて、木曜19時、土曜19時と週3日の放送を行い、ファンからの人生相談などにも応じていた。
2016年4月、チバテレビ放送開局45周年事業の「チバテレ応援団長」に就任。同年11月には「千葉テレビ社長賞」を受賞した。翌2017年3月には「チバテレ"終身名誉応援団長"」に就任。同年4月には市川市のふるさと納税返礼品にジャガーグッズが追加された。
2021年10月4日、所属事務所から「大好きな地球よりJAGUAR星に帰還いたしました」と発表された。
この発表にあたり、担当者は「帰還」の具体的な時期と理由については「ジャガーの意思により非公表」とした上で、「ジャガーは病気もしないし年齢もなく、亡くなることもないので心配しないでほしい」と述べている。また同日、京成トランジットバスとのコラボレーションで、ジャガーによる車内アナウンスが流れる「JAGUAR星人」ラッピングバスが同年12月から運行予定と発表された。
同年12月17日、「帰還」前に執筆した自伝、『ジャガー自伝』が出版された。
「帰還」後もTwitterなどでのPR活動は継続しており、2022年7月にはヴィレッジヴァンガードとのコラボグッズも発表されるなどの展開が行われている。

### 経営者として
地球上での「仮の姿」として経営する洋服直し店は、千葉県市川市八幡に本店を置き、ほかに千葉市、松戸市、横浜市に合わせて5つの店舗を構える（2024年現在）。経営方針は「絶対に損をしないこと」。以前は広告看板製作業、クリーニング店、美容室、喫茶店、ライブハウス、レコード制作会社など手広く経営し、村上グループと呼ばれていた。本社がある本八幡のMIXビルで「ダンス処MIX本八幡」も経営している。「世を忍ぶ仮の姿」の若いころに「洋裁の専門学校に通って、卒業後は洋裁のお店を経営した」。今から44年前の1979年頃に起業。「ずっとバンドと並行してやっていた」。

### 家族
父は「心象の鬼才」と称される日本画家の村上馨（生年不明 - 2001年）。アルバム「UPPERCUT」「愛の形見」「FANTASY」のジャケットは父が手がけている。父は美術教師であり、教育関係の記事が千葉日報に掲載された。ジャガーは独身。「ジャガーは奥様いませんので（笑）」「僕は独りですよ」。

### 役職
「大統領＋首相＋王＋お掃除係＋お料理係」の様なもの

### 演奏楽器
「ヴォーカル、ベース、ギター、ドラム、シンセサイザー、ピアノ、ハーモニカ、バイオリン」

### 好きな食べ物
「魚（骨ごと食べる）、刺身、野菜、カレー、アワビ、サザエ（貝殻のまま食べてしまう）、ウニ（トゲのままかじって食べる）」

### 趣味
「音楽の演奏、鑑賞、スキューバダイビング、スキー、ドライブ、旅行、喫茶店めぐり」

### 関係者
- TEAM★JAGUAR、TEAM★J - 「千葉の英雄JAGUAR様を全力で応援する」ジャガー公認私設応援団、親衛隊[22]
- ワトソン君 - ジャガーの相棒。「黒ずくめの仮面の男」。ジャガー自身が裏声で演じる人物[10]
- チーター - ジャガーを心から敬愛する人物。チーター星からはるばる、崇拝するJAGUARさんを探しに地球（千葉県）にやってきたと言われている。
- ぜっきー（オオゼキアキコ） - ジャガー公認専属MC。「JAGUARカレーの作り方」や各種イベント、YouTube等でJAGUARさんのMCやアシスタントを担当。

## 音楽性
ヘヴィメタル然とした風貌ではあるが、ヴォーカルには深いエコーが施され、ハーモニカを前面に押し出したフォークロックを基調とした曲が多い。レゲエのリズムを取り入れた楽曲も数曲存在する。『JAGUAR FIRST』から『だまってJAGUARについて来い!』まではスタジオミュージシャンを起用したバンドスタイル（ただし生ドラムはインディーズ時代のみ、ドラムのみメジャーデビュー後はドラムマシーン）であったが、『愛の形見』と『FANTASY』ではアコースティックとフェアライトCMIを駆使した打ち込みとの融合となった。シングル『ファイト! ファイト! ちば』以降はスタジオミュージシャンを起用せず、最新のパソコンとシーケンスソフトを駆使して、たった一人で独自の音楽を追求し続けている。その独自の音楽性は「テクノ×ロック×フォーク×GS×ニューウェイブ×ディラン」を標榜している。

### 代表曲
- 「ブレイキン・オン」（デビュー曲であるフォークロック）
- 「ハロー・ジャガー」（コンサートの定番オープニングソング。同名の番組の開始時の雄叫びと冒頭の歌詞が同一）
- 「だまってJAGUARについて来い!」（PVは河崎実監督で『ウルトラファイト』のパロディ)
- 「房総半島」(アルバム『愛の形見』収録)
- 「ファイト! ファイト! ちば」（千葉テレビ『ファイト!ファイト!ちば』キャンペーンソング）
- 「ファイト!いちかわ!」
- 「Lonely Planet Boy」

「だまってJAGUARについて来い!」と「ファイト! ファイト! ちば」はカラオケJOYSOUNDで配信されている。「ブレイキン・オン」はアルバムでは「ブレーキン・オン」と表記が変更されている。「だまってJAGUARについて来い!」はアルバム「JAGUAR SECOND」収録のバージョンであり、メジャーデビュー後に発表したアルバム「だまってJAGUARについて来い!」収録の同曲とはバージョンが異なる。

## ディスコグラフィ

### シングル
| 枚  | 発売日       | タイトル                              | 備考                              | 規格         | 規格品番   |
| --- | ------------ | ------------------------------------- | --------------------------------- | ------------ | ---------- |
| 1st | 1985年       | ブレイキン・オン/恋は去年の秋に終わり | Amazon.co.jp、iTunes Store        | EP           | J-001      |
| 2nd | 2005年4月6日 | ファイト!ファイト!ちば!               | Amazon.co.jp、iTunes Store、 通販 | 12cmシングル | VICL-35805 |

#### スタジオ・アルバム
現在は廃盤になり一般の小売店では入手が難しいが、ジャガーの公式サイトで通信販売を行っている。
| 枚   | 発売日         | タイトル                              | 備考                                     | 規格                           | 規格品番          |
| ---- | -------------- | ------------------------------------- | ---------------------------------------- | ------------------------------ | ----------------- |
| 1st  | 1985年         | JAGUAR FIRST                          | Amazon.co.jp、iTunes Store、 通販        | LP・CD・ダウンロード販売       | JL-1001           |
| 2nd  | 1986年         | JAGUAR SECOND                         | Amazon.co.jp、iTunes Store、 通販        | LP・CD・ダウンロード販売       | JL-1002           |
| 3rd  | 1989年3月21日  | JAGUAR現象                            | Amazon.co.jp、iTunes Store、 通販        | CD・ダウンロード販売           | K30X-90004        |
| 4th  | 1990年2月25日  | だまってジャガーについて来い!         | Amazon.co.jp、iTunes Store、 通販        | CD・ダウンロード販売           | VMCH-1001         |
| 5th  | 1991年1月1日   | UPPERCUT                              | Amazon.co.jp、iTunes Store、 通販        | CD・ダウンロード販売           | VMCH-1012         |
| 6th  | 1991年12月21日 | 愛の形見                              | Amazon.co.jp、iTunes Store、 通販        | CD・ダウンロード販売           | VMCH-1027         |
| 7th  | 1993年10月25日 | FANTASY                               | Amazon.co.jp、iTunes Store、 通販        | CD・ダウンロード販売           | VMCH-3005         |
| 8th  | 2005年6月29日  | TIME MACHINE                          | Amazon.co.jp、iTunes Store、Victor、通販 | CD-EXTRA仕様・ダウンロード販売 | VICL-61701        |
| 9th  | 2013年3月1日   | だまってJAGUARに、ちゃんとついて来い! | Amazon.co.jp、iTunes Store、通販         | CD・ダウンロード販売           | B00BEEMYM8 (ASIN) |
| 10th | 2013年8月1日   | ファイト!いちかわ!                    | Amazon.co.jp、iTunes Store、通販         | CD・ダウンロード販売           | B00E1Z4TY8 (ASIN) |
| 11th | 2016年12月1日  | お母さん!                             | Amazon.co.jp、iTunes Store、通販         | CD・ダウンロード販売           | B01N1LLYRM (ASIN) |

#### コンピレーション・アルバム
- チャージマン研! Tribute to Soundtracks vol.1 (2010年10月27日) 
  - KENとJAGUARを提供

## プロモーション・ビデオ
- 『だまってJAGUARについて来い!』（作詞、作曲、録音、主演：ジャガー。河崎実監督作品。制作：コンプティーク）[30]
- 『KENJIとJAGUAR』（作詞、作曲、録音、主演：ジャガー。沢村東次監督作品。出典：YouTube）[29]
- 『Lonely Planet Boy』（作詞、作曲、録音、主演、ビデオ編集、監督：ジャガー作品。出典：YouTube）[29]
- 『JAGUAR ファイト!いちかわ!前編』（作詞、作曲、録音、主演、ビデオ編集、監督：ジャガー作品。出典：YouTube）[29]
- 『JAGUAR ファイト!いちかわ!後編』（作詞、作曲、録音、主演、ビデオ編集、監督：ジャガー作品。出典：YouTube）[29]
- 『ファイト! ファイト! ちば』（作詞、作曲、録音、主演、ビデオ編集、監督：ジャガー作品。出典：アルバム「TIME MACHINE」CDエキストラでプロモーションビデオ収録）[31]

## カラオケ
- 『だまってJAGUARについて来い!』（JOYSOUND）[29]
- 『ファイト! ファイト! ちば!』（JOYSOUND）[29]
- 『お母さん！』（JOYSOUND）[29]
- 『Lonely Planet Boy』（JOYSOUND）[29]
- 『GO!GO!ちば』（JOYSOUND）[29]
- 『ファイト!いちかわ!』（JOYSOUND）[29]
- 『DELとJAGUAR』（JOYSOUND）[29]
- 『JAGUARに、ついてきてくれて、ありがとう!』（JOYSOUND）[29]
- 『エターナルセイバー』（JOYSOUND）[29]
- 『ザ☆ピーナッツ』（JOYSOUND）[29]
- 『スマイル・ウィズ・ユゥ!』（JOYSOUND）[29]
- 『ひとりぼっち』（JOYSOUND）[29]
- 『KENJIとJAGUAR』（JOYSOUND）[29]
- 『北海道のJAGUAR!』（JOYSOUND）[29]
- 『HELLO JAGUAR&だまってJAGUARについて来い!』（JOYSOUND）[29]
- 『ブレイキン・オン』（club DAM）
- 『HELLO JAGUAR』（club DAM）
- 『ファイト! ファイト! ちば!』（club DAM）
- 『だまってJAGUARについて来い!』（club DAM）

## 書籍
- みうらじゅん大図鑑！（みうらじゅん（著）、宣伝会議。ISBN 978-4-883-35097-1） - ジャガーの記事が掲載されている。
- JAGUARカレーを作ろう（ゴマブックス編）
- ジャガー『ジャガー自伝 みんな元気かぁ～～い？』イースト・プレス、2021年12月17日。ISBN 978-4-781-62029-9。2021年12月18日閲覧。

## 公式グッズ
- JAGUAR黒ラメポスター(巾517X高730)
- JAGUAR金髪ポスター(巾420X高597)
- 本人監修デザインのスマートフォンケースが販売されている[32]。

『ジャガー現象』、『だまってジャガーについて来い』『ファイト!ファイト!ちば』など過去の作品をモチーフとしたものを始め『鋸山』や『クジラにまたがった』『上がり成り』などジャガーを知らない人には全く響かないデザインとなっている。
- 本人公認のTシャツ・ステッカー・レトルトカレー・ガチャ・缶バッジ・キーホルダー・バック・ぬいぐるみ・写真集・クリアファイル・カレンダーなどのジャガーのキャラクター・グッズが販売されている[33]。

## エピソード
- 1980年代中盤というコンピューターが普及していない時代に、自身の作品制作の環境として発売当時1,200万円で販売されたシンセサイザーフェアライトCMIを常設した総工費1億円のレコーディングスタジオ、いわば録音の場を設立した。また、このスタジオはテレビ放送に当たって、総額1億円を投じてテレビ会社と同一仕様の録画機器も備えられた。
- レコードレーベルを設立し、自らのアーティスト活動の芸能事務所も設立した。そして作品発表の舞台であるライブハウスという場を自前で建設し、自らの音楽とそれらライブの広告宣伝を行うテレビ番組を自らスポンサーとなり放送媒体に提供した。なおスタジオでは、デジタルレコーディング以降は、打ち込みがベースとなっている。
- 「ジャガー星からジャガー号で来た」という設定は、みうらじゅんのラジオ番組にデーモン閣下と共演した時に作られた。
- 自身の活動拠点であり、ジャガーの後を追う若い才能達のために演奏する場を提供したというライブハウス「ジャガーカフェ（邪我火布絵）」（前身はバンドオブジプシーズ）と[34]、松戸市馬橋に「CLUB MIX」（現在は共に閉店）では、売れないセミプロバンドに格安で場所を貸すだけではなく、飲食まで提供していたという。下積み時代のX JAPANやGLAYもジャガーの世話になったと言われている。特にX JAPANのhideは、ジャガーが経営する美容室で働いていたことがあり、TAIJIは喫茶店で働いていたことがある[35]。
- 爆風スランプの江川ほーじん不在時のサポートベーシストを務めた[36]。
- 2021年12月、自伝出版を前にジャガー自身の経歴が千葉日報から報じられ、1944年生まれで東京都北千住出身。自身も被害に遭った東京大空襲を機に千葉県に移住。学業も優秀で木更津第一高等学校（現在の木更津高等学校）在学時は教師から東京大学への進学を勧められた程の秀才だったことなどが明らかにされた[4]。本人は芸術に興味があったため、写真の専門学校に進学している[4]。
- 2022年11月20日、津田沼パルコA館6階kawara CAFE&DINIGにて、「THANK YOU JAGUAR SPECIAL TALK LIVE」と題したジャガー星へ帰還したジャガーさんへ想いを寄せるスペシャルトークライブが行われ、ゲストに綾小路翔が登場した[37]。
- 同じく市川出身のサエキけんぞうと、「千葉ロック振興会」というイベントも行っていた。
- ロックで成功したことで財を築き名を成し「ビッグ」になった矢沢永吉『成りあがり』とは対照的に、まずビジネス（洋服直し）で成功して財を築き、それを元手に節税対策の一環としてフォークロック（格好はヘヴィメタル）シンガーソングライターとして名を売ったジャガーを評して、みうらじゅんは「上がり成り」と呼んだ。
- 綾小路翔からは地元千葉の英雄として畏敬され、ラジオ番組『オールナイトニッポン』に招待された。
- 本人デザイン監修のスマートフォンケースを楽天市場などのWEB販売を開始した際、過去アルバムの内容を題材とした奇抜すぎるデザインで在庫が余っているのではないかとファンに心配される。
- 自身がラッピングされたいわゆる「JAGUAR電車」（スマホアプリalphanoteの宣伝）が総武線で2017年2月26日から3月25日まで運行された[38]。
- 洋服直し店の松戸店開業時、居抜きで借りたため大改修が必要だったが、自ら建材を用意し、アルバイトに大工仕事や左官工事まで指導していた。

## 出演

### 定期放送
- ハロー・ジャガー
  - 千葉テレビ放送 放送分

  1. 1985年10月2日 - 1994年3月31日（5分番組）[39]
  2. 2005年3月6日 - 2006年10月29日（5分番組）[39]
  3. 2010年4月5日 - 2010年10月26日、特番を除く（10分番組）[39]
  4. 2016年5月6日 - 2016年6月24日 （5分番組）[40]

  - ニコニコ動画にて、毎週火曜日19時に生放送を行っていた（不定期で木曜、土曜も）。
- おやすみJAGUAR天気予報（第1期）（2005年4月27日 - 5月29日、千葉テレビ放送） - JAGUAR版「歌う天気予報」
- パオパオチャンネル（テレビ朝日系ネット）
- 赤まむし天国 さいたまシティFM Podcast（2008年6月 - 2010年3月）
- おやすみJAGUAR天気予報（第2期）（2017年5月1日 - 2021年10月4日、千葉テレビ放送） （3分番組）[41]
  - 当該期間、毎日の千葉テレビ放送停波前に放送。前述のジャガー星帰還を発表した2021年10月4日（3日深夜）放送（『スマイル・ウィズ・ユゥ』）をもって終了し、翌日5日（4日深夜）以降は通常の天気予報に変更された。
  - 選曲：『北海道のJAGUAR!』『スマイル・ウィズ・ユゥ』『HELLO JAGUAR』『KENとJAGUAR』『Lonely Planet Boy』『エターナルセイバー』『小さな夢を無くさないで』[41]

### オリジナルビデオ
- 地球防衛少女イコちゃん2 ルンナの秘密 （1988年、河崎実監督）- ジャガー 役
  - 地球防衛少女イコちゃん3 大江戸大作戦 （1990年、河崎実監督）- ジャガー星人 役

### 単発
- 『青春日本列島』（テレビ東京 1986年、花の社長はヘヴィメタロッカー）
- 『歌のトップテン』（1989年4月10日、爆風スランプの応援）
- 『ツキイチダウンタウン』（毎日放送 1989年4月21日、「～噂にならない達人達～」内）
- 『オールナイトフジ』（爆風スランプの応援）
- 『お笑いウルトラクイズ』
- 『ハロー・ジャガー・スペシャル』（千葉テレビ 2005年4月5日）
- 『やぐちひとり』（テレビ朝日 2005年6月1日）
- 『ハロー・ジャガー・スペシャル II』（千葉テレビ 2005年6月25日）
- 『みうらじゅん＆安齋肇のGOLDEN TIME』（J-WAVE 2005年6月25日、ジャガースペシャル）
- 『音箱登龍門』（フジテレビ 2005年9月3日）
- 『シンボルず』（テレビ東京 2007年12月30日忘年会のゲスト、2008年6月1日特番ゲスト）
- 『爆笑問題の日曜サンデー』（TBSラジオ 2014年10月26日「ローカルスター乗り継ぎバスの旅♪」）
- 『指原カイワイズ』（フジテレビ 2015年11月5日）
- 『月曜から夜ふかし』（日本テレビ 2015年 - ）千葉県出身のマツコ・デラックスが取り上げたことで不定期で出演する。
  - 2021年10月18日はジャガーのJAGUAR星帰還を受け「ありがとうジャガーさんSP」として放送。
- 『澤本・権八のすぐに終わりますから。』（TOKYO FM 2016年2月13日）[42]
- 『PON!「厚切りジェイソンの Why? 芸能人 People!」』（日本テレビ 2016年6月13日）[43][44]
- 『真夏のミステリー特番 謎解きはスカパー!の中で』（BSスカパー 2016年8月7日）
- 『シャキット!』（千葉テレビ 2017年3月31日）[45]
- 『お悩み解決 ジャガーだよ!県民集合!!』（千葉テレビ 2017年3月31日）[45]
- 『グッと!金ようび』（千葉テレビ 2017年3月31日）[45]
- 『インタビュー チバテレ』（チバテレ 2017年5月14日）チバテレ【公式】LINE NEWS。出演：ジャガー。[46][47]
- 『【C-TV再放送】HELLO JAGUAR SP by C-TV』（C-TV FRESH! by CyberAgent 2017年5月21日）ネット配信生放送。出演：ジャガー、C☆Style、TEAM★J。[48][49]
- 『クイズ!脳ベルSHOW』（BSフジ 2017年7月10日・11日・14日）
- 『即席カルテット』（テレビ朝日 2019年12月2日 - 19日）共演：イジリー岡田、土生瑞穂、渡辺大知

### 映画
- 『ロンリープラネットボーイ☆』（2014年、ジャガー出演。沢村東次初監督作品）[50]
- シャノワールの復讐（2018年、監督：河崎実）[51]
- BUGS (2019年、監督：井上眞介)
- 翔んで埼玉（2019年、監督：武内英樹） - 阿久津学 / エンペラー千葉 役（写真出演）

### 新聞
- 「ジャガー新聞」新聞の全面広告（2016年4月28日、千葉日報）[52]

### 雑誌
- 『宝島』（みうらじゅんとの対談。1989年）[53]
- 『コンプティーク』（ジャガーのコラム「ジャガーじゃが」、コンプティーク）
- 『Cure Vol.152』（ジャガー掲載。ビジュアル系の音楽雑誌Cure。2016年3月21日）[29]
- 『VVmagazine』（ジャガー掲載。ヴィレッジヴァンガード。2016年）[29]
- 『ちいき新聞』（ジャガー掲載。地域新聞。2016年）[17]。

### ニュース・キャスター
- 『千葉日報ニュースβ8月号』ジャガーがキャスターとしてニュースを読みました。（2014年8月10日、千葉日報ニュースβ）[54]
- 『千葉日報ニュースβ5月号』ジャガーがキャスターとしてニュースを読みました。（2016年5月24日、千葉日報ニュースβ）[55]

### CM
- 「KPP BEST【mu-moショップ限定盤】WEB限定特別CM」ジャガーがスペシャルナレーター。（2016年5月16日、mu-mo）[56]
- 「トップスーパーNANOX 受けて立つ千葉編／30秒／ライオンCM」ジャガー出演。チバテレのみのローカル放送。（2017年6月19日、ライオン）[57][58]
- alphanote「夢の入り口キャンペーン」アンバサダー。総武線ラッピング電車「音楽の夢行きの列車」が運行。（2017年2月 - 5月、センコーグループホールディングス）[59]
- 日清食品 カップヌードル「8つの味」篇（2021年5月21日 - ）[60]

### MV
- サザンオールスターズ「壮年JUMP」（2018年7月23日）[61]

## 賞歴
- 2016年 千葉テレビ社長賞 -  歌やイベントで局の認知度向上に大きく貢献。その功績が評価された[21]。